# Aksana
Živilė Raudonienė (* 29. dubna 1982) je litevská fitness modelka, kulturistka a bývalá profesionální wrestlerka. Známá pro působeni ve WWE, pod jménem Aksana. Získala tři medaile v amatérské kulturistické soutěži (2 x stříbrná, 1 x bronzová).

## Kariéra
Raudonienė pracuje jako úspěšná kulturistka, fitness modelka a osobní trenérka a v roce 2009 vyhrála soutěž FBB Arnold Classic Contest. Od roku 1996 takto pracovala ve své rodné Litvě a o rok později se zúčastnila své první fitness soutěže. A to jako sedmnáctiletá, čímž se stala nejmladší účastnicí mistrovství IFBB European Fitness.

## Profesionální wrestlingová kariéra

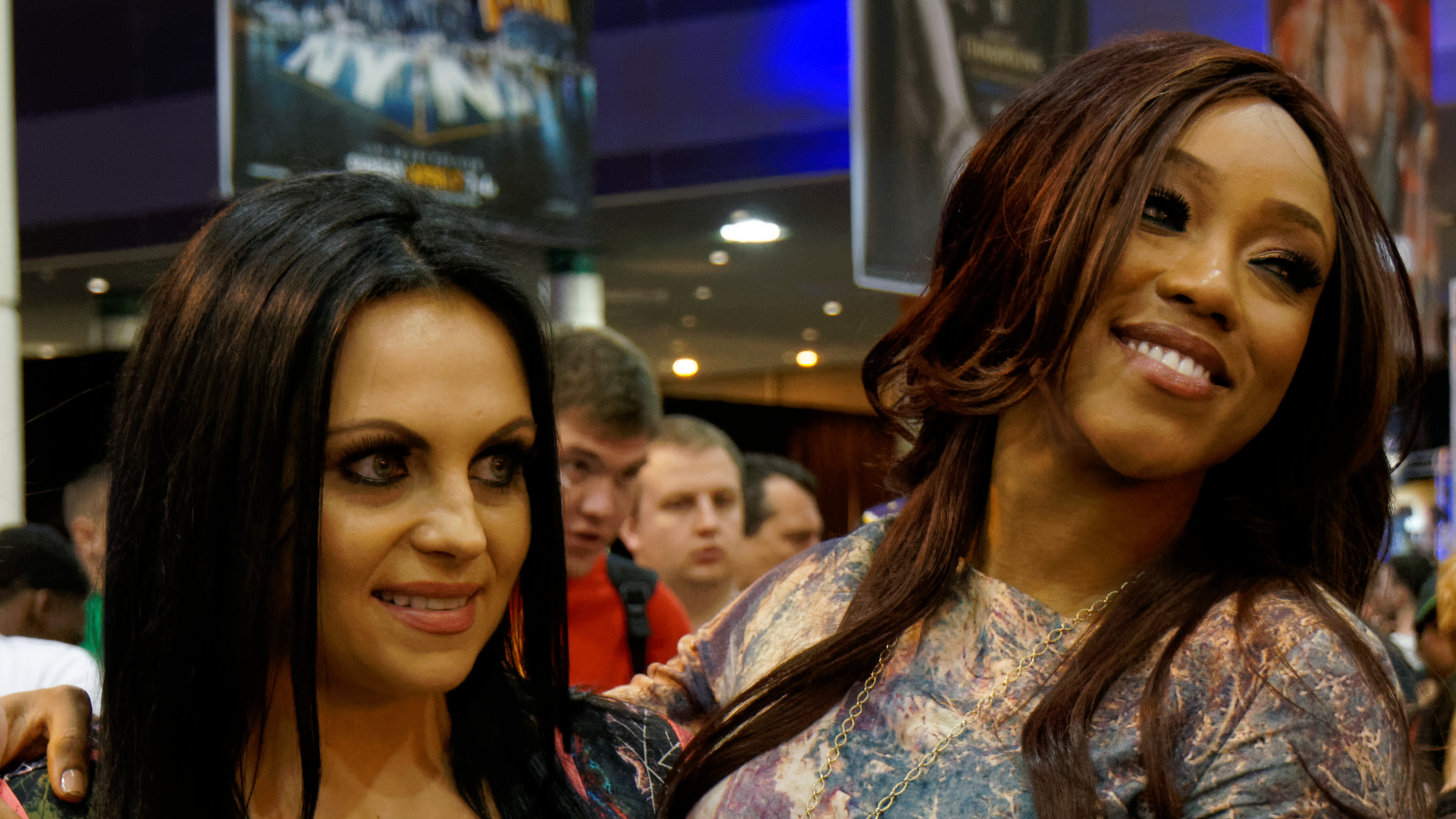
Aksana s Alicií Fox.

### SmackDown 2011 - současnost
Svůj oficiální WWE debut měla Aksana 5. srpna jako členka rosteru SmackDown. Jak se sama popsala generálnímu manažerovi Theodoru "Teddy" Longovi, tak je face (kladná wrestlerka). Po dobu několika měsíců vysílala nejvíce zákulisních segmentů právě s ním. 22. srpna v epizodě Raw ona a další divy a superstars gratulovala Kofi Kingstonovi a Evanu Bourneovi (duo známé jako "Air Boom") k vítězství WWE Tag Team titulů. O týden později se na SmackDownu stala speciální rozhodčí v zápase mezi Beth Phoenix a Natalyou proti Alicie Fox a Kelly Kelly.
23. září se objevila v zákulisním segmentu s Johnem Laurinaitisem, Markem Henry, Triple H a Christianem. O měsíc později byla v zákulisí po dlouhé době opět s Teddym, tentokrát se do rozhovoru zapojil i Hornswoggle. 31. října v epizodě Raw se objevila ve svém prvním zápase v hlavním rosteru. Byl to Halloweenský Divas Battle Royal a vítězka se utká o Divas titul na pay-per-view Survivor Series. Zde byla Aksana ale neúspěšná a byla eliminována Bella Twins. Na Survivor Series 2011 se stala jednou z divas okolo ringu v lumberjillním zápase o Divas titul mezi Beth Phoenix a Nikki Bellou, kde ji Nikki porazila a vyhrála Divas šampionát.
Na konci show Tribute to the Troops se Aksana přidala k ostatním superstars a zdravila diváky v publiku. 28. prosince na NXT Redemption měla zákulisní segment s Maxine. Aksana jí ukazovala zprávu, kterou poslal Maxinin přítel Derrick Bateman na mobil Teddyho Longa, ve které bylo napsáno, že se chce stát součástí rosteru SmackDown, ale chtěl, aby Maxine zůstala v NXT. Když se Maxine zeptala, jestli ji k tomuto přinutil Johnny Curtis a ona odpověděla, že se jen snažila pomoci. 27. ledna 2012 udělala Aksana na SmackDownu svůj ringový debut když porazila Natalyu. Po zápase na ní ale Natalya zaútočila, zachránila ji ale Tamina. Následující týden se spojila s Taminou v týmovém zápase proti Beth Phoenix a Natalye. 16. února na WWE Superstars Aksana porazila v zápase Maxine. Další týden na Raw se společně s Kelly Kelly postavila proti Bella Twins. 19. března přišla Aksana k ringu podpořit Kofiho Kingstona a R-Truth v zápase proti Dolph Zigglerovi a Jacku Swaggerovi. Tam si začala nadávat s Vickie Guerrero. Dostaly se až do ringu, kde se začaly prát a wrestleři se je pokoušeli zastavit.
V dubnu debutoval na SmackDownu nováček Antonio Cesaro a Aksana ho představila Teddymu Longovi, který zrovna pracoval jako "uklízečka" a neměl na to slov. Následující týden Aksana Cesara políbila před Teddyho očima, tím pravděpodobně skončil jejich vztah, také prošla heelturnem (zápornou wrestlerkou) a to již podruhé za svou kariéru. 11. května Aksana debutovala s novou vizáží. Později ten večer Antonio porazil Alexe Rileyho a Aksana řekla Teddymu, že jejich vztahu je u konce, kvůli jejímu heelturnu. Ještě jednou políbila Antonia a nechala Teddyho v slzách.

## Osobní život
Živilė původně bydlela v New York City, nyní ale žije v Tampě na Floridě. Narodila se na Alytus v Litvě a vyrůstala v malé rodině. Před tím než začala s wrestlingem byla úspěšná profesionální kulturistka.

## Ve wrestlingu
- Zakončovací chvaty
  - Divo Drop (Spinebuster)
  - Billion Dollar Kick (Roundhouse kick) (FCW)
  - Spear
- Ostatní chvaty
  - Snapmare
- Přezdívky
  - "Billion Dollar Baby"
- Manažeři
  - Maxine

Jako manažerka
- - Johnny Curtis
  - Eli Cottonwood
  - Maxine
  - Goldust
  - Damien Sandow
  - Lucky Cannon
  - Theodore Long
  - Antonio Cesaro

## Šampionáty a ocenění
- Florida Championship Wrestling
  - FCW Divas šampionka (1krát)
  - Královna FCW (1krát)